# Stenophalium
Stenophalium là một chi thực vật có hoa trong họ Cúc (Asteraceae).

## Loài
Chi Stenophalium gồm các loài: